# Albavilla
Albavilla är en ort och kommun i provinsen Como i regionen Lombardiet i Italien. Kommunen hade 6 354 invånare (2018).